# Hans Lachmann-Mosse
Hans Lachmann-Mosse, geb. als Hans Lachmann (* 9. August 1885 in Berlin; † 18. April 1944 in Oakland), war ein deutscher Verleger.

## Familie und Engagement
Hans Lachmann war der einzige Sohn des Messingfabrikbesitzers Georg Lachmann. Der Reifeprüfung am humanistischen Gymnasium in Freienwalde folgten mehrere Semester Jura in Freiburg und Berlin. Aus nicht bekannten Gründen brach er das Studium ab und wechselte ins Bankwesen. 1910 trat Lachmann als buchhalterischer Mitarbeiter in die Geschäftsleitung der Rudolf Mosse OHG ein. 1911 heiratete er Felicia Mosse (1888–1972), das einzige (Adoptiv-)Kind des Firmeninhabers, und nahm den Namen Lachmann-Mosse an. Das Ehepaar bezog eine große Villa in der Maaßenstraße (heute Karl-Heinrich-Ulrichs-Straße) in Berlin-Tiergarten. Gemeinsam hatten sie eine Tochter, die Psychiaterin Hilde L. Mosse (1912–1982), und zwei Söhne, Rudolf Lachmann-Mosse (1913–1958) und den Historiker George L. Mosse (1918–1999). Hans Lachmann-Mosse nahm als Soldat am Ersten Weltkrieg teil.
Hans Lachmann-Mosse war ein großer Musik- und Kunstliebhaber, Berliner Mäzen, Vorstandsmitglied der Berliner Philharmoniker, Fördermitglied des Schloss Salem e. V., Mitglied der Gesellschaft der Freunde sowie unter anderem Vorsitzender der Jüdischen Reformgemeinde Berlin.

## Unternehmungen und Werdegang

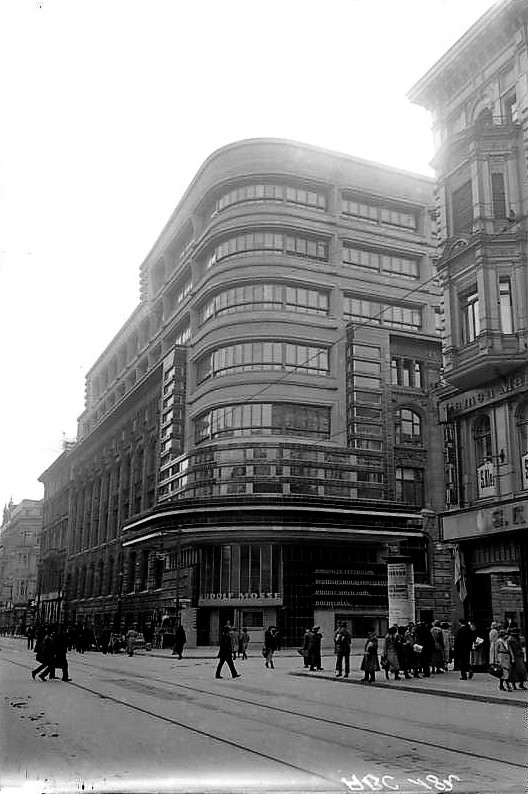
Das Mossehaus (1923) im Berliner Zeitungsviertel

Als Rudolf Mosse am 8. September 1920 verstarb, hinterließ er seinem Schwiegersohn den größten deutschen Pressekonzern. Mit der verlegerischen Leitung übernahm Lachmann-Mosse ein millionenschweres und schuldenfreies Unternehmen. Im Zuge der Hyperinflation 1922/23 verlor der Konzern einen großen Teil seines Umlaufvermögens, konnte aber seinen Immobilienbesitz im In- und Ausland retten. Das Privatvermögen der Familie hatte Lachmann-Mosse rechtzeitig bei einer Basler Bank des SBV in Schweizer Franken angelegt.
Aufgrund der Inflationserfahrungen erwarb er ab 1926 mittels Eigen- und Fremdkapital eine hohe Anzahl von Grundstücken sowie Immobilien. Als großes Projekt ist exemplarisch das mit amerikanischen Anleihen im Wert von 1,5 Millionen US-Dollar finanzierte WOGA-Ensemble am Lehniner Platz zu nennen. Darin befand sich unter anderem das Kabarett der Komiker, dessen Eigentümerin ab 1928 Felicia Mosse war. Parallel erweiterte er mit hohen Summen die Kunstsammlung im Mosse-Palais, investierte in Musikverlage, gründete im Ausland weitere Annoncen-Expeditionen und kaufte eine Vielzahl von Zeitungen auf. Sowohl die Dresdner Bank, als Hausbank der Rudolf Mosse OHG, gewährte Kredite in Millionenhöhe als auch die Deutsche Bank, die Danat-Bank und Schweizer Banken. Speziell der Erwerb weiterer Printmedien erwies sich als unternehmerische Fehlentscheidung, weil er damit seinen bisherigen Publikationen eigene Konkurrenz verschaffte.
Als erster Gläubiger gab im November 1927 die Deutsche Bank ihre Mehrheitsbeteiligung an der Rudolf Mosse OHG ab. Zu dieser Zeit waren bereits alle Immobilien im In- und Ausland mit Hypotheken belastet. Die Hausbank des Verlags wies ab Januar 1928 auf eine bevorstehende Zahlungsunfähigkeit hin, was jedoch von der Geschäftsleitung ignoriert wurde. Im Frühjahr 1928 hätte ein geordnetes Insolvenzverfahren zumindest Teile des Konzerns retten können, mit Beginn der Weltwirtschaftskrise 1929 war dies nicht mehr möglich. Alle ausländischen Banken zogen nun ihr Geld aus Deutschland ab und bestanden auf umgehende Rückzahlung der Kredite. De jure wurde bis in den Herbst 1932 der Konkurs verschleppt. Hierfür trug Lachmann-Mosse die Verantwortung, aber insbesondere für das Berliner Tageblatt, das Flaggschiff des Verlags, der Chefredakteur Theodor Wolff, der zur Hälfte Mitbestimmungsrechte und -pflichten besaß.
Am 13. September 1932 erfolgte die Eröffnung des Konkursverfahrens. Rund 8000 Gläubiger meldeten ihre Ansprüche an. Anfang März 1933 entließ Lachmann-Mosse den langjährigen Mitarbeiter Wolff. Die Kündigung erfolgte nicht auf Veranlassung der neuen Machthaber, Lachmann-Mosse zog damit den Schlussstrich unter eine Auseinandersetzung, die er mit Theodor Wolff seit 1928 geführt hatte. Hintergrund: Bereits ab 1926 konnten mit dem Berliner Tageblatt nur noch Verluste erwirtschaftet werden. Aufgrund der fallenden Auflage forderte der Firmeninhaber wiederholt Korrekturen, die Wolff nicht umsetzte.
Lachmann-Mosse floh am 1. April 1933 nach Paris und logierte mehrere Monate im Hotel Le Bristol. Seine Frau zog mit den Kindern in die Schweiz. Von Paris aus veranlasste er die Umwandlung des Konzerns in eine Stiftung zum 15. April 1933. Am gleichen Tag stellte die Rudolf Mosse OHG sämtliche Zahlungen ein. Bezüglich des Zwecks der Stiftung teilte er den leitenden Angestellten schriftlich mit:
„Ich will von nix profitieren. Alle Früchte, die der Baum noch trägt, sollen den hungernden Kriegsopfern (Erster Weltkrieg) gehören.“
Die noch anwesenden Führungskräfte des Verlags gaben sich mit dieser „vaterländischen Erklärung der neu gegründeten Stiftung nicht zufrieden“. Weil keiner die Prokura übernehmen wollte, forderten sie von Lachmann-Mosse konkrete Nachfolgeregelungen. Am 12. Juli 1933 stellte auch die Stiftung alle Zahlungen ein. Zum Insolvenzverwalter wurde nun Max Winkler bestimmt, der als Krisenmanager und graue Eminenz der deutschen Presse den Nationalsozialisten ebenso bereitwillig wie früheren Kabinetten zu Diensten stand. Aus Prestigegründen strebten Joseph Goebbels und Hermann Göring zumindest die Erhaltung des Berliner Tageblattes an. In Paris erreichte Lachmann-Mosse ein von Göring ausgehendes Angebot, die Zeitung als Geschäftsleiter weiterzuführen. Dafür wurde ihm sogar eine „Ehrenarierschaft“ in Aussicht gestellt. Lachmann-Mosse lehnte das Angebot ab und kehrte nie wieder nach Deutschland zurück. Ferner besaß das Unternehmen im Ausland noch Zeitungen und Annoncen-Expeditionen, die von dem Konkurs nicht betroffen waren.
1939 ließ er sich scheiden und heiratete Karola Strauch, mit der er 1939 in die USA auswanderte. In Berkeley erwarb der nach wie vor sehr wohlhabende Lachmann-Mosse ein großes Anwesen an der Bucht von San Francisco und wurde auch in Kalifornien als großzügiger Kunstmäzen bekannt. Hans Lachmann-Mosse verstarb am 18. April 1944.